# Hans Raphon
Hans Raphon (též Raphun nebo Johann Raphon von Raphun) (kolem 1460/1470, Northeim nebo Göttingen;   1512, Northeim) byl pozdně gotický německý malíř. Jeho nejvýznamnější dílo, Pašijový oltář z Göttingenu, je vystaveno ve sbírce starého evropského umění v Národní galerii v Praze ve Šternberském paláci jako zápůjčka restituovaného majetkem rodu Kolowratů-Krakovských.

## Život
O raném životě a školení Hanse Raphona nejsou žádné doklady, ale předpokládá se, že jako tovaryš navštívil Norimberk a poznal zde tvorbu Michaela Wolgemuta a rané práce Albrechta Dürera. Roku 1499 je doložen v Göttingenu v souvislosti se zakázkou na oltář pro tamní klášter paulínů. V letech 1502-1508 působil v klášteru sv. Alexandra v Einbecku a roku 1511 získal občanství ve městě Northeim. Většina literatury uvádí Northeim jako místo jeho úmrtí roku 1512, ale podle jednoho zdroje žil do roku 1541 a byl mu vyplácen důchod v Göttingenu.

## Díla autorsky určená

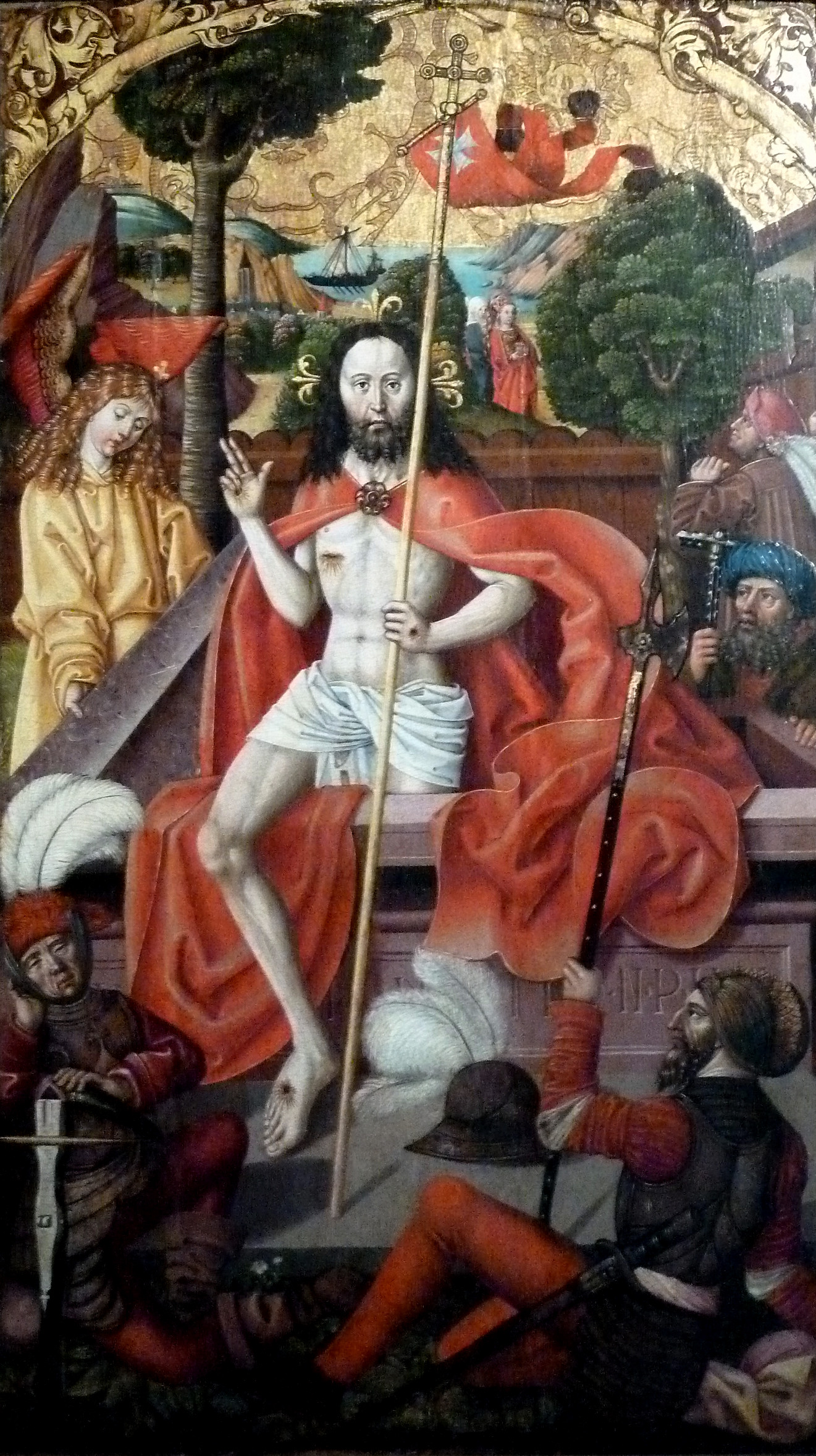
Zmrtvýchvstání Krista, Pašijový oltář z Göttingenu

- 1499 Pašijový oltář' z Göttingenu, Národní galerie v Praze

Toto nejstarší a nejcennější dílo objednal převor paulínského kláštera v Göttingenu Johann Piper a bylo dodáno roku 1499. Po zrušení kláštera za reformace se oltář dostal do cisterciáckého kláštera ve Walkenriedu a odtud ho roku 1631 mniši, kteří prchali před švédskými vojsky, odvezli do Prahy. Roku 1905 se oltář podle soupisu památek nacházel v kapli zámku Kolowratů-Krakovských v Košátkách.
Pašijový oltář vykazuje některé shody s jinými oltářními obrazy stejného námětu. Malíř patrně znal dílo anonymního dolnosaského malíře, činného v Göttingenu v letech 1460-1480 a tzv. "Mistra Halberstadtského oltáře" (Meister des Halberstädter Passionsaltars, 1490). Slohové analogie vykazují také díla jeho současníka v Göttingenu, Hanse von Giesmar. Předlohou pro některé kompozice byly patrně grafické listy Martina Schongauera. Italizující krajiny na pozadí Raphonových obrazů (Zmrtvýchvstání) mohly být inspirovány díly M. Wolgemuta a mohl přejmout i stylové prvky norimberského anonyma, označovaného "Meister des Angst-Altars", který byl poučen severonizozemským malířstvím. Raphon užívá v zobrazení některých postav perspektivní zkratku a ve výstavbě prostoru empirickou a ještě nedokonalou perspektivu. 
Obrazy jsou provedeny technikou olejové tempery na křídovém podkladě s detailní štětcovou podkresbou. Malíř kombinoval několik lazurních a krycích vrstev a postupoval velmi pracným způsobem založeným na šrafování čárkovitými dotyky štětce. Obrazy jsou na pozadí doplněny tzv. Pressbrokátem, sádrovou vrtstvou s raženým rostlinným dekorem, krytou fólií z plátkového zlata, zlacením práškovým zlatem v olejovém pojidle a stříbřením.
- 1506 Oltář z Ukřižováním, Niedersächsisches Landesmuseum, Hannover

## Díla připsaná
- 1503 Mariánský oltář, Niedersächsisches Landesmuseum, Hannover
- kolem 1510, Mariánský oltář, Niedersächsisches Landesmuseum, Hannover
- 1510-1512 Mariánský oltář, Niedersächsisches Landesmuseum, Hannover
- 1507 oltářní křídlo s vyobrazením scén ze života sv. Jodoka, klášterní kostel Reinhausen,[7] nyní Niedersächsisches Landesmuseum, Hannover
- 1512 oltář s Ukřižováním, Pfafkirche der Altstadt st. Marien, Heiligenstadt
- 1510-1512 oltářní obrazy Narození Krista, Smrt P. Marie, soukromá sbírka